# Harald Godwinsson
Harald II av England eller Harald Godwinsson (engelska: Harold Godwinson), född ca 1022, död 14 oktober 1066, var Englands siste saxiske kung från 5 januari till 14 oktober 1066, då han dödades i slaget vid Hastings.

## Biografi
Haralds far var Godwin, den mäktige earlen av Wessex (kallad Godwin jarl i den isländska litteraturen). Godwin var son till Wulfnoth Cild, thegn i Sussex och hade varit gift två gånger. Först med Thyra Sveinsdóttir (994–1018), en dotter till Sven Tveskägg, kung av Danmark, Norge och England. Hans andra hustru var Gytha Thorkelsdóttir som var barnbarn till den legendariske svenske vikingen Styrbjörn Starke och på mödernet barnbarn till Harald Blåtand, kung av Danmark och Norge, och Svens far. Detta andra äktenskap resulterade i de två sönernas Harald och Tostig Godwinsons födelse samt deras systers Edith av Wessex (1020–1075) som blev Edvard Bekännarens drottning. 
Harald blev earl av East Anglia 1045 och följde sin far i landsflykt 1051, men hjälpte honom att återfå sin position följande år. Då Godwin dog 1053 efterträdde Harald honom som earl av Wessex (en landsdel som vid denna tid täckte den södra delen av England). Detta gjorde honom den näst mäktigaste personen i England, näst efter kungen.
1058 blev Harald även earl av Hereford, och han efterträdde fadern som företrädare för oppositionen mot det växande normandiska inflytandet i England under Edvard Bekännaren som tillbringat mer än ett kvarts sekel i landsflykt i Normandie. 
Han vann ära genom en rad fälttåg (1062–1063) mot härskaren av Gwynedd, Gruffudd ap Llywelyn, som hade erövrat hela Wales; denna konflikt slutade med Gruffydds nederlag (och död i händerna på sina egna trupper) 1063. Omkring 1064 gifte sig Harald med Edith, dotter till earlen av Mercia, Gruffydd ap Llywelyns änka. Med Harald fick hon två söner – möjligen tvillingar – Harald och Ulf, vilka båda överlevde till vuxen ålder och troligen slutade sina liv i landsflykt. Harald hade även flera illegitima barn med sin berömda älskarinna (eller hustru enligt dansk lag) "Ealdgyth Swan-neck" eller "Edit Svannacke".
1065 stödde Harald northumbriska rebeller mot brodern Tostig som ersatte honom med Morcar. Detta stärkte hans position som Edvards efterträdare, men splittrade familjen, då Tostig allierade sig med kung Harald Hårdråde. 

### Regeringstid
Vid Edvard Bekännarens död 6 januari 1066 hävdade Harald att Edvard på sin dödsbädd lovat honom kronan och fick Witenagemot (rådet av rikets betydande män) att godkänna honom för kröning, något som ägde rum följande dag. 
Landet invaderades av både Harald Hårdråde och Vilhelm av Normandie som hävdade att han lovats kronan av både Edvard (troligtvis 1052) och Harald Godwinson som hade lidit skeppsbrott i Ponthieu, Normandie 1064 eller 1065. Det sades att, under det senare tillfället, att Vilhelm hade tvingat Harald att svära en ed att stödja hans krav på tronen på en låda med heliga reliker. Vid Haralds död var normanderna noga med att påpeka att genom att acceptera Englands krona hade Harald begått mened. 
Genom att invadera vad som nu är Yorkshire i september 1066 besegrade Harald Hårdråde och Tostig de engelska earlerna Edwin av Mercia och Morcar av Northumbria vid slaget vid Fulford nära York (20 september), men besegrades i sin tur av Haralds armé fem dagar senare vid slaget vid Stamford Bridge (25 september).
Harald tvingade nu sin armé att marschera 386 km för att genskjuta Vilhelm som hade landstigit med kanske 7000 man i Sussex, i södra England tre dagar senare, 28 september. Haralds armé etablerade sig i en hastigt byggd befästning i närheten av Hastings. De båda arméerna drabbade samman 14 oktober, i slaget vid Hastings. Efter en hård strid dödades Harald, enligt traditionen och så som det avbildas på Bayeuxtapeten, genom en pil genom ögat. Om han dödades på detta vis (ett slags dödsstraff som under medeltiden förknippades med personer som hade begått mened) eller om han dödades med svärd, kommer aldrig att bli känt. Haralds hustru Edith Swanneck, skulle identifiera liket, vilket hon gjorde genom märken på kroppen som bara hon kände till, ansiktet var helt förstört. Trots att en normandisk redogörelse menar att Haralds lik begravdes i en grav med utsikt över den saxiska kusten, är det mer troligt att han begravdes i kyrkan Waltham Holy Cross i Essex. Haralds illegitima dotter Gytha av Wessex gifte sig med en storhertig av Kievriket, därför erkände nyligen den rysk-ortodoxa kyrkan Harald som martyr med 14 oktober som festdag.

## Eftermäle
En hjältedyrkan uppstod kring Harald och genom en legend från 1300-talet skulle Harald ha överlevt striden och läkt sina sår i Winchester under två år och reste sedan till Tyskland där han vandrade omkring som pilgrim. Som gammal skulle han ha återvänt till England och blivit eremit i en grotta nära Dover. På sin dödsbädd ska mannen ha erkänt att trots att han gick under namnet Christian hette han egentligen Harold Godwinson (hans engelska namn). Olika varianter på denna historia levde kvar genom medeltiden, men saknar faktagrund.
Litteraturintresset kring Harald fick nytt liv under 1800-talet genom pjäsen Harold av Alfred Tennyson (1876) och genom romanen Last of the Saxon Kings av Edward Bulwer-Lytton (1848). Rudyard Kipling skrev historien The tree of justice (1910), som beskrev hur en gammal man som visar sig vara Harald ställs inför Henrik I. E. A. Freeman skrev en allvarlig historia i History of the Norman Conquest of England (1870-79) i vilken Harald ses som en stor engelsk hjälte. Under 2000-talet förknippas Haralds rykte, så som det alltid gjort, med subjektiva åsikter om huruvida den normandiska erövringen var rätt eller fel.